# Jacob Georg Agardh
Jacob Georg Agardh (Lund, 8 februari 1813 - aldaar, 17 januari 1901) was een Zweeds botanicus. Hij was de zoon van Carl Adolph Agardh.
In 1897 kreeg hij de Linnean Medal van de Linnean Society of London.

## Leven en Werken
Jacob Georg Agardh werd in 1813 geboren. Hij was werkzaam aan de Universiteit van Lund en van 1854 tot 1879 Professor in de Botanie. Hij legde de botanische tuin van Lund aan en was er ook de directeur van. Agardh publiceerde over vele botanische onderwerpen; een zwaartepunt was zeealgen en blauwalgen.
Van 1867 tot 1872 was hij lid van het Zweedse parlement.